# Manson II d'Amalfi
Manson II d'Amalfi dit  l'Aveugle (XIe siècle)  fut duc d'Amalfi à trois occasions: de 1028 à 1029, de 1034 à 1038, et de 1043 à 1052.

## Biographie
Manson II est le second fils de Sergius II et de  Marie, sœur de Pandolf IV de Capoue. Son existence est entièrement consacrée à lutter contre son frère, Jean II, pour s'emparer du trône. Le Chronicon Amalfitanum (circa. 1300) est la principale source pour l'histoire de son règne.
En 1028, aidée de sa mère il s'empare du trône, probablement à l'instigation de son oncle Pandolf, pendant que Sergius II et Jean II s'enfuient à  Constantinople. En 1029, Jean II revient seul d'exil et rétablit son autorité en déposant Manson II et Marie. En avril ou mai 1034, Jean II doit fuir de nouveau Amalfi pour Naples et Manson et Marie récupèrent le trône toujours avec l'appui de Pandolf. Marie prend alors les titres de  ducissa et patricissa, alors que  Manson de reçoit aucun titre de l'empire byzantin. Ils alignement alors clairement leur politique sur les Lombards et non sur les Grecs.
En 1038, l'empereur Conrad II du Saint-Empire dépose Pandolf et Jean II réussit à revenir à Amalfi. Il aveugle et exil son frère  dans les Îles Galli, avec l'appui de Marie, qu'il accepte comme co-régente. La cruauté de cet acte soulèvent les habitants contre leur duc et duchesse et en avril 1039, ils chassent Jean II et Marie et se placent sous la souveraineté de Guaimar IV de Salerne comme duc. Guaimar nomme Manson II comme duc 1040 ou 1043, sous la suzeraineté de la principauté de Salerne. Manson donne le nom de  Guaimar à son fils et le désigne comme co-duc en 1047. En 1052, bien que les Amalfitains aiment leur duc ils se soulèvent contre le poids des taxes imposées par la principauté de Salerne et Jean II en profite pour ressaisir le pouvoir.

## Postérité
Manson II épouse une certaine Anna patricia nostra Amalfitana, fille de Mauro qui lui donne un fils Guaimar associé au trône en 1047-1052.

## Sources
- Ferdinand Chalandon, Histoire de la domination normande en Italie et en Sicilie, vol. I, Paris, 1907.
- Venance Grumel, Traité d'études byzantines La Chronologie I « Préfets et ducs d'Amalfi », Paris, Presses universitaires de France, 1958.